# 4,6×36 мм
4,6×36 мм — гвинтівковий набій, розроблений у 2001 році німецькою компанією Heckler & Koch як набій для штурмової гвинтівки Heckler & Koch MP7.
Спеціально під Heckler & Koch MP7, німецькою компанією Heckler-Koch спільно з англійським виробником боєприпасів Radway Green, був розроблений новий набій 4.6x30 mm.
Новий набій спочатку розроблявся як конкурент бельгійського пістолета-кулемета FN P90 з його набоєм 5,7 × 28 мм, як стандартне озброєння блоку НАТО.
У патрона 4.6x30 порівняно з 5.7x28 краща проникаюча здатність. Крім того при стрільбі, віддача майже на 50% менше, ніж у стандартного набою НАТО 9x19 мм.
З 2001 року набій 4.6x30 разом з Heckler & Koch MP7 став надходити на озброєння спецпідрозділів Німеччині, у 2005 році був прийнятий на озброєння військової поліції Великої Британії, а з 2006 року — Збройних Сил Німеччини.
Виробництво набоїв 4.6x30 різних конструкцій і типів було налагоджено в Англії (Radway Green), Швейцарії (Ruag), Італії (Fiocci).
Набій 4.6x30 має гільзу пляшкоподібної форми з проточкою.
Основним типом спорядження цього набою є бронебійна куля з твердосплавною серцевиною. 
Крім того, в цьому калібрі були розроблені трасуючі, обтяжені дозвукові та експансивні кулі (для «поліцейського» використання), а також такі, що легко руйнуються (frangible) кулі для тренувальної стрільби.